# Ají de gallina
L'ají de gallina és un menjar de la gastronomia peruana. Se serveix com a plat principal, i es tracta d'una crema que es prepara amb gallina bullida i posteriorment esgarrada en una preparació de pebre verd, formatge, pa, llet i all, adornat amb patates bullides i olives.